# Danny Carvajal
Danny Carvajal Rodríguez (ur. 8 stycznia 1989 w San José) – kostarykański piłkarz występujący na pozycji bramkarza. Zawodnik Tokushimy Vortis, do której jest wypożyczony z Albacete Balompié.

## Kariera klubowa
Carvajal seniorską karierę rozpoczął w 2009 roku w zespole Brujas z Primera División de Costa Rica. W sezonie 2009/2010 wywalczył z nim mistrzostwo fazy Invierno.

## Kariera reprezentacyjna
W 2011 roku Carvajal został powołany do reprezentacji Kostaryki na Copa América. Na tamtym turnieju, zakończonym przez Kostarykę na fazie grupowej, nie zagrał jednak ani razu.